# Mats Tinnsten
Mats Erik Tinnsten, född 23 augusti 1959 i Östersund, är en professor i maskinteknik med inriktning mot sportteknologi. Han utnämndes den 22 november 2018 till rektor för Högskolan i Borås för perioden 2019–2024.
Tinnsten avlade civilingenjörsexamen 1984 och disputerade 1999 på Luleå tekniska universitet på en avhandling under rubriken Numerical and experimental study of acoustic and structural optimization. Han blev docent där 2004 och är sedan 2008 professor i maskinteknik vid Mittuniversitetet i Östersund, där han varit verksam inom forskningscentret Sports Tech Research Centre. Sedan 2012 var han prorektor för Mittuniversitetet och var tf. rektor 2017.